# Volker von Collande
Volker von Collande (21 de noviembre de 1913 - 29 de octubre de 1990) fue un actor, director y guionista de nacionalidad alemana.

## Biografía

### Inicios
Nacido en Dresde, Alemania, su nombre completo era Volker Hubertus Valentin Maria von Mitschke-Collande. Procedía de una familia de la nobleza de Silesia, y sus padres eran el pintor Constantin von Mitschke-Collande (1884–1956) y su esposa, Hilde Wiecke (1892–1984), cuyo padre era Paul Wiecke, actor y director teatral en Dresde.
En sus comienzos Collande hizo un aprendizaje de albañil, completando más adelante un grado de arquitectura en la Escuela Estatal de Dresde. Solo entonces tomó clases de actuación, debutando como actor en 1933 en el Deutsches Theater de Berlín con el papel de Valentin en Fausto. 

### Carrera
Ese mismo año empezó a trabajar como ayudante de dirección y locutor radiofónico en Stuttgart. Durante la época Nacionalsocialista fue miembro del Partido Nacionalsocialista Obrero Alemán.
En los años siguientes fue actor teatral en Berlín, y a partir de 1947 en Saarbrücken. Ya en la década de 1950 trabajó en el Deutsches Schauspielhaus de Hamburgo. 
Además, fue también actor, director y guionista cinematográfico desde 1933, actuando en más de 30 largometrajes. Fue muy popular su película Hochzeit auf Immenhof (1956). Más adelante fue también director teatral, dirigiendo el Theater Freiburg (en Friburgo de Brisgovia), el Teatro de Ratisbona y el Scharoun-Theater de Wolfsburgo, además de asesorar en materia de cultura al Grupo Volkswagen.

### Vida privada
Collande se casó por vez primera el 29 de octubre de 1936 en el barrio berlinés de Wilmersdorf con Ingeborg Hertel (nacida el 25 de junio de 1917 en Berlín), hija del ingeniero Paul Hertel y su esposa, Hedwig. La pareja se divorció el 30 de julio de 1938 en Berlín.
Su segundo matrimonio tuvo lugar el 13 de abril de 1939 en Dahlem con la profesora de baile Gisela Hartwig von Naso (nacida el 20 de diciembre de 1917 en Berlín y muerta el 6 de febrero de 2008 en Fráncfort del Meno), hija del escritor Eckart von Naso (1888–1976), dramaturgo del Staatstheater Stuttgart, y su esposa, Ursula von Witzendorff (1895–1945). El matrimonio también finalizó con divorcio el 29 de noviembre de 1942 en Berlín. 
Se casó una tercera vez el 28 de junio de 1944 en Charlottenburg con la profesora de ballet Isabella Vernici (nacida el 28 de junio de 1915 en Poltava, Ucrania y muerta el 26 de julio de 1986 en Múnich), viuda del bailarín Max Modler e hija ilegítima de la pareja formada por el artista Iván Miasoyédov y Malwine Vernici. Collande volvió a divorciarse, en esta ocasión el 4 de abril de 1950 en Hamburgo.
Su última boda se llevó a cabo el 16 de diciembre de 1950 con la profesora de elocución y terapeuta vocal Irene Nathusius (nacida el 29 de marzo de 1928 en Hamburgo), hija del empresario Walter Berthold Nathusius y Gerda Maria Schurig. La pareja tuvo una hija, Nora von Collande, que fue actriz y autora.
Collande tuvo una hermana, Gisela von Collande (1915–1960), que fue también una conocida actriz.
Volker von Collande falleció en Hannover, Alemania, en el año 1990. Fue enterrado en el Cementerio de Ohlsdorf, en Hamburgo.

## Filmografía

### Actor
- 1933 : Rivalen der Luft
- 1934 : Die Wunderschießbude
- 1935 : Der Uhrenladen
- 1934 : Hermine und die sieben Aufrechten
- 1935 : Der Student von Prag
- 1935 : Der höhere Befehl
- 1936 : Verräter
- 1936 : Waldwinter
- 1936 : Donner, Blitz und Sonnenschein
- 1937 : Togger
- 1937 : Das Ehesanatorium
- 1937 : Kapriolen
- 1938 : Schwarzfahrt ins Glück
- 1938 : Eine Frau kommt in die Tropen
- 1938 : Ziel in den Wolken
- 1939 : Der Vorhang fällt
- 1939 : Eine Frau wie Du
- 1939 : Ihr erstes Erlebnis
- 1940 : Ein Polterabend
- 1940 : Männerwirtschaft
- 1940 : Die schwedische Nachtigall
- 1941 : Kopf hoch, Johannes!
- 1943 : Ein schöner Tag
- 1943 : Wildvogel
- 1949 : Absender unbekannt
- 1949 : Dreizehn unter einem Hut
- 1950 : Des Lebens Überfluß
- 1951 : Wildwest in Oberbayern
- 1954 : Duell der Herzen
- 1954 : Rittmeister Wronski
- 1955 : Zwischen den Zügen (TV)
- 1959 : Der Mann im Manne (TV)
- 1965 : Das Kriminalmuseum (serie TV), episodio Der Brief
- 1987 : Weiberwirtschaft (serie TV)

### Director
- 1942 : Zwei in einer großen Stadt (también coguionista)
- 1942 : Das Bad auf der Tenne (también coguionista)
- 1942 : Fritze Bollmann wollte angeln
- 1943 : Eine kleine Sommermelodie (también actor)
- 1950 : Insel ohne Moral (también coguionista)
- 1950 : Kaspers Reise um die Welt
- 1951 : Hätt'ste, hätt'ste (corto documental)
- 1952 : Ich warte auf Dich (también coguionista)
- 1954 : Ein Mann vergißt die Liebe
- 1955 : Die letzte Nacht der Titanic (TV)
- 1955 : Der Glücksbringer
- 1956 : Hochzeit auf Immenhof
- 1959 : Gesucht wird Mörder X (serie TV)
- 1961 : Staatsaffairen (TV)
- 1965 : Afrika tanzt (documental, codirector)